# واقعیت تعمیم‌یافته
واقعیت تعمیم‌یافته (انگلیسی: Extended reality) همین‌طور با نام دیگر واقعیت گسترش‌یافته، با نام اختصاری (XR) یک اصطلاح عام در رابطه با چندین فناوری جدید و نوظهور است که برای ایجاد تجربه‌های جدید دیجیتال، استفاده شایان توجهی از آن می‌شود. این اصطلاح با واقعیت مجازی، واقعیت افزوده و واقعیت ترکیبی ارتباط تنگاتنگی دارد.